# Salish de la Costa

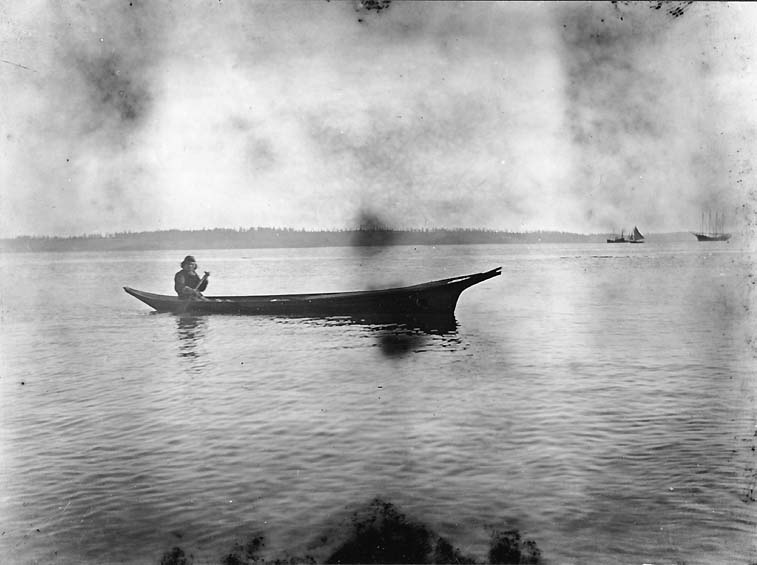
Canoa típica dels Salish de la Costa

Els Salish de la Costa és un grup ètnic i lingüísticament relacionat de diversos pobles indígenes, antics caçadors-recol·lectors-pescadors del nord-oest del Pacífic. Estan situats a la costa oest del Canadà, a la Colòmbia Britànica, i estan repartits entre l'illa de Vancouver i la costa del continent. Es tracta d'un conjunt de tribus patriarcals i patrilineals que limiten amb grups patriarcals de descendència parcialment matrilineal. Les primeres evidències d'ocupacions de caçadors-recol·lectors a la regió remunten fins al 9000 ane., essent actives fins a principi del segle xix. Actualment hi ha uns 28400 individus registrats en les bandes d'indígenes Coast Salish. Per altra banda, aquestes comunitats comparteixen moltes de les narracions que descriuen el mite de la creació i d'altres, moltes essent idèntiques en forma i contingut amb petites variacions de localització i noms. Al passat hi havia diferents variants de llengües: la Northern Salish, parlada per Comox, Pentlatch i Sechelt; la Central Salish, parlada per Squamish, Halkomelem i Nooksack; la dels Northen Straits, parlada per Sencoten, Sooke, Lekwungen, Lummi i Clallam; i la Southern Salish, per Lushootseed i Twana. Actualment aquestes llengües s'estan extingint o bé ja han desaparegut.
El clima de la regió és temperat a causa del corrent japonès de Kuroshio, que passa per la costa, tenint temperatures molt menys rigoroses que cap altre lloc del Canadà, amb unes temperatures mitjanes de 22 °C a l'estiu, 14 °C a la tardor, 5 °C a l'hivern i 16 °C a la primavera. Els vents predominants són de l'oest, càlids i carregats d'humitat; les precipitacions són abundants, entre 150 i 200 dies a l'any, sobretot en els mesos d'hivern. La vegetació es caracteritza per tenir abundants boscos de cedre, un element bàsic en la construcció de les canoes de les tribus, cases i eines. El salmó, bacallà, d'altres peixos i marisc formaven part de la seva dieta, que es completava amb la caça de mamífers, com ara cervos, ants o ossos, ocells migratoris, herbes i baies.

## Afectacions culturals
Segons els historiadors, els pobles Salish de la Costa no es van veure realment afectats per l'aculturació occidental fins a la fundació del fortí de Fort Langley a la Badia de Hudson, el 1827. Tot i així, els primers contactes ja s'havien iniciat des del 1774, moment en què havien tingut el primer contacte amb els espanyols. El 1782 van patir una greu epidèmia de verola que va matar dues terceres parts de la població, fet que va afectar tota la història oral de les tribus. Des del 1789 els espanyols van fundar el Fort de Sant Miquel, a l'illa de Nutka, tot i ser desmantellat el mateix any. El 1790 el fortí i població adjacent van ser reconstruïts, definitivament, per un capità català i es va crear Santa Cruz de Nuca, la primera colònia de la Colúmbia Britànica.
Els principals estudis etnogràfics van ocórrer entre el 1800 i el 1930, període de molts canvis i una profunda aculturació dels nadius per part dels missioners anglicans, els quals tractaven de civilitzar els pagans. Per altra banda, hi havia els etnògrafs que tractaven de salvar el coneixement d'una cultura moribunda.

## La mort
Per la gent Salish de la Costa la mort era una cessació de la vida física i una subseqüent dispersió de l'essència personal que s'havia trobat retinguda al cos. Creien que el cos emmagatzemava quatre essències (consciència, emocions, essència vital i presència personal). Amb la mort algunes podien esdevenir fantasmes, tot quedant al món de les vivents, i d'altres havien de viatjar cap a la terra dels morts. Els cossos podien caure malalts si una de les ànimes se n'anava, i era feina del xaman o doctor indi de recuperar-la. Pels xamans, la línia de la vida i la mort era fina i canviant. Malgrat els diversos estudis realitzats pels etnògrafs durant els darrers cent anys, la informació referent a la mort dels Coast Salish és escassa, factor possiblement produït per la reticència dels nadius a explicar la informació sagrada i el biaix dels escriptors occidentals en descriure "l'altra cosa".